# Уретероцеле
Уретероцеле — сужение устья мочеточника, приводящее к образованию шаровидного и кистовидного выпячивания (грыжеподобного) внутрипузырного отдела мочеточника, состоящего из двух слоёв слизистой оболочки — внутри мочеточника и снаружи мочевого пузыря, ввиду чего происходит нарушение оттока мочи и возникновение уретрогидронефротической трансформации и хронического пиелонефрита.
Причинами могут быть закупорка устья мочеточника, аномалия строения мышечного слоя в дистальном отделе мочеточника, чрезмерное расширение дистального отдела мочеточника в ходе развития. У девочек встречается в три раза чаще, чем у мальчиков.

## Клиника и диагностика
В основном жалобы больных начинаются уже при вторичном пиелонефрите — повышение температуры, пиурия (примесь гноя к моче), запоры или поносы, боли в животе и рвота, затруднённое мочеиспускание.
Диагностика сводится к экскреторной урографии (внутривенное введение рентгеноконтрастного вещества), УЗИ почек или мочевого пузыря, цистография, цистоскопия.

## Лечение
- Иссечение уретероцеле и уретероцистонеостомия (реимплантации мочеточника в мочевой пузырь)
- Нефроуретерэктомия (удаление почки вместе с мочеточником)[2][6].